# Acartauchenius scurrilis
Acartauchenius scurrilis O. P.-Cambridge, 1872 è un ragno appartenente alla famiglia Linyphiidae. È la specie tipo del genere.

## Caratteristiche
Sono ragni di piccole dimensioni: le femmine 1,7–2 mm di bodylenght (lunghezza del corpo senza le zampe) e i maschi di 1,5-1,8 mm.

## Biologia
Questo ragno è mirmecofilo, cioè vive in associazione con le formiche. La sua presenza è segnalata in particolare all'interno dei formicai di Formica rufa, Lasius flavus e Tetramorium caespitum.

## Distribuzione
La specie è stata rinvenuta in diverse località dell'intera regione paleartica; alcuni esemplari sono stati rinvenuti anche in Italia.

## Tassonomia
Al 2012 non sono note sottospecie e non sono stati esaminati nuovi esemplari dal 1991.